# Lac Nistam Siyachistuwach Kaupwanaskwenuch
 (juillet 2017).
Le lac Nistam Siyachistuwach Kaupwanaskwenuch est un lac du Canada situé au Québec dans la municipalité Eeyou Istchee Baie-James dans la Région administrative du Nord-du-Québec. Le nom de ce lac est le plus long (38 caractères) enregistré dans la Commission de toponymie du Québec. En cri, il signifie : « le lac de la première entrée de la passe boisée de la rivière »,.